# Robert Anthony Daniels

Bischofswappen von Robert Anthony Daniels

Robert Anthony Daniels (* 18. Juni 1957 in Windsor) ist Bischof von Grand Falls. 

## Leben
Robert Anthony Daniels empfing am 7. Mai 1983 die Priesterweihe.
Papst Johannes Paul II. ernannte ihn am 21. September 2004 zum Weihbischof in London und Titularbischof von Scebatiana. Die Bischofsweihe spendete ihm der Bischof von London, Ronald Peter Fabbro CSB, am 9. November desselben Jahres; Mitkonsekratoren waren John Michael Sherlock, Altbischof von London, und Richard John Grecco, Bischof von Charlottetown.
Am 1. März 2011 wurde er zum Bischof von Grand Falls ernannt und am 11. April desselben Jahres in das Amt eingeführt.